# Gabinete Portugués de Lectura de Pernambuco
El Gabinete Portugués de Lectura de Pernambuco (en portugués, Gabinete Português de Leitura de Pernambuco), en la ciudad de Recife, Brasil, es una biblioteca e institución fundada a mediados del siglo XIX. Como sus dos homónimos de Río de Janeiro y Salvador de Bahía, inicialmente símbolos portugueses en el país sudamericano, hoy son reconocidos centros culturales lusófonos.

## Fundación, sedes y biblioteca

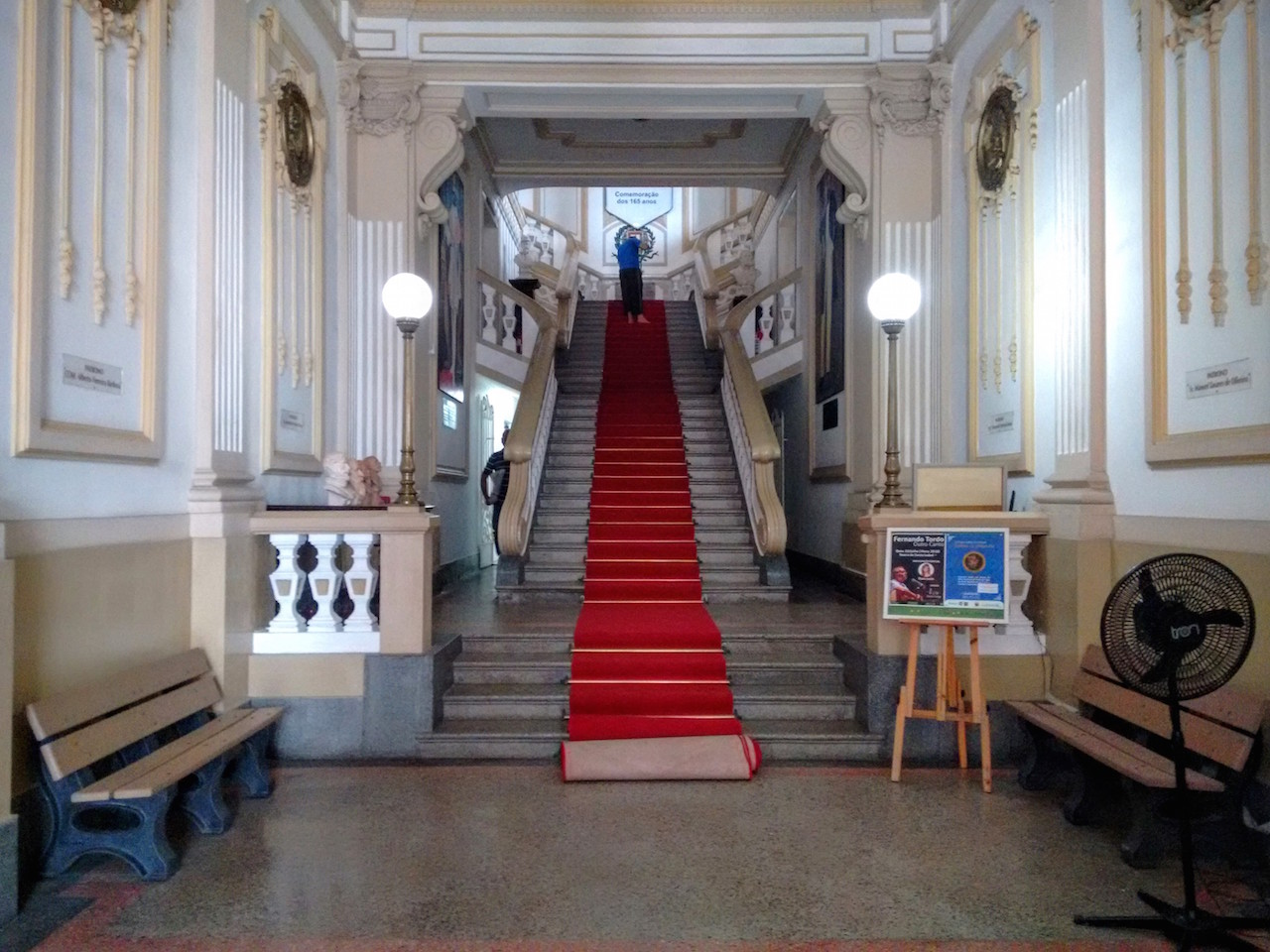
Salón de entrada del Gabinete.

En 1850, a iniciativa del Comendador Miguel José Alves, canciller del consulado de Portugal en el estado de Pernambuco, se buscó establecer en Recife un punto de reunión social y cultural para la nutrida comunidad de portugueses residentes. Sería el cirujano y periodista João Vicente Martins quien fundaría el Gabinete en noviembre de aquel año, al fundar la primera junta directiva, reunir los primeros asociados y viabilizar la institución con su primera sede en la Rua da Cadeia Velha de  Recife.
En 1909, se inició la edificación de su actual emplazamiento con tres pisos, que sería concluida en 1921, en la Rua Imperador Pedro Segundo. Los fondos de su biblioteca superan los 80.000 ejemplares, muchos de ellos de notable valor. También acoge conferencias, exposiciones y diversas actividades.